# Cantó de Bourges-3
El cantó de Bourges-3 és un cantó francès del departament del Cher, situat al districte de Bourges. Compta amb part del municipi de Bourges.

## Municipis
- Bourges

## Història
| Data d'elecció                           | Identitat           | Partit | Qualitat |
| ---------------------------------------- | ------------------- | ------ | -------- |
| 1973-1982                                | Marguerite Renaudat | PCF    |          |
| 1982-1983                                | François Deschamps  | UDF    |          |
| 1983-2001                                | Marguerite Renaudat | PCF    |          |
| 2001-2008                                | Roland Chamiot      | RPR    |          |
| 2008-                                    | Yann Galut          | PS     |          |
| les dades anteriors no són pas conegudes |                     |        |          |
|                                          |                     |        |          |